# La pietra del paragone
(Morale finale dell'opera)
La pietra del paragone è un'opera lirica di Gioachino Rossini. Il libretto, denominato melodramma giocoso in due atti, è di Luigi Romanelli.

## Fortuna
La prima rappresentazione ebbe luogo il 26 settembre 1812 al Teatro alla Scala di Milano diretta da Alessandro Rolla con Marietta Marcolini e Filippo Galli e fu uno straordinario successo: con 53 repliche nel corso di quella stagione di Carnevale segnò un record che venne superato solo 30 anni più tardi dal Nabucco verdiano, replicato 58 volte. Il 3 ottobre nel "Corriere delle Dame" comparve un articolo che recitava tra l'altro:
Il 19 aprile 1813 avviene la prima al Teatro San Benedetto di Venezia.
Al Teatro Regio di Torino la prima è stata il 26 settembre 1818.
Il 5 aprile 1821 avviene la prima nel Théâtre-Italien di Parigi con Giuseppina Ronzi de Begnis, Manuel García (padre) e Giuseppe De Begnis.
Il successivo 30 maggio avviene la prima nel Teatro Nacional de São Carlos di Lisbona.
Dopo il successo alla prima, l'importanza dell'opera svanì in confronto ai più noti Barbiere, Cenerentola e Italiana; anche se non eseguita con la stessa frequenza delle successive opere buffe, conta importanti repliche e cantanti nella storia: nel 1952 avviene la prima nel Teatro della Pergola di Firenze con Giulietta Simionato, Gianni Raimondi, Giuseppe Taddei, Mario Petri, Melchiorre Luise e Franco Calabrese, nel 1955 avviene la prima a West Hartford, nel 1959 fu rappresentata alla Scala diretta da Nino Sanzogno con Eugenia Ratti, Fiorenza Cossotto, Ivo Vinco, Alvinio Misciano, Renato Capecchi e Calabrese. Il 23 novembre 1961 fu rappresentata al Teatro di Corte di Napoli nell'ambito del IV Autunno Musicale Napoletano del Teatro di San Carlo, in collaborazione con la RAI, direttore Mario Rossi. Nel 1962 va in scena al Teatro La Fenice di Venezia con Mario Rossi (direttore d'orchestra) ed Angelo Nosotti; nel 1963 avvenne la première inglese nel St Pancras Town Hall (oggi Camden Town Hall) di Londra; nel 1964 al Glyndebourne Festival Opera con John Pritchard (direttore d'orchestra) e la London Philharmonic Orchestra trasmessa anche dalla BBC nel 1965; nel 1968 la Scala presenta l'opera in trasferta all'Auditorium Pedrotti di Pesaro con Mariella Adani, Ugo Benelli, Giorgio Tadeo ed Enzo Dara; nel 1970 avviene la prima a Tolosa di L'amour à l'épreuve nella traduzione di Dominique Tirmont e Gabriel Couret; nel 1971 avviene la prima nel Théâtre national de l'Opéra-Comique di Parigi; nel 1972 José Carreras affrontò il ruolo di Giocondo, anche se solo in disco; fu rappresentata alla Piccola Scala nel febbraio 1982 diretta da Piero Bellugi con Daniela Dessì, Benelli, Justino Díaz, Alessandro Corbelli, Claudio Desderi ed Armando Ariostini per la regia di Eduardo De Filippo ripresa da Rai 3 e portata in trasferta al King's Theatre di Edimburgo ed al Teatro Donizetti di Bergamo diretta da Roberto Abbado con Gloria Banditelli, Díaz, Corbelli, Desderi ed Ariostini e presentata anche alla Piccola Scala nel 1983; conta importanti rappresentazioni a Bologna, Teatro Regio di Parma nel 2006 con Sonia Prina e Michele Pertusi, Teatro Real di Madrid nel 2007 diretta da Alberto Zedda con Pietro Spagnoli per la regia di Pier Luigi Pizzi di cui esiste un video per la Opus Arte e Sassari nel 2008.
La prima rappresentazione al Rossini Opera Festival avviene nel 2002 con Carlo Rizzi (direttore d'orchestra), l'Orchestra del Teatro Comunale di Bologna, Pietro Spagnoli e Bruno de Simone.

## Cast della prima assoluta
| Ruolo                | Registro vocale | Interprete         |
| -------------------- | --------------- | ------------------ |
| La Marchesa Clarice  | contralto       | Marietta Marcolini |
| La Baronessa Aspasia | soprano         | Carolina Zerbini   |
| Donna Fulvia         | mezzosoprano    | Orsola Fei         |
| Il Conte Asdrubale   | basso           | Filippo Galli      |
| Il cavalier Giocondo | tenore          | Claudio Bonoldi    |
| Macrobio             | basso           | Antonio Parlamagni |
| Pacuvio              | basso           | Pietro Vasoli      |
| Fabrizio             | basso           | Paolo Rossignoli   |

## Trama
L'opera narra delle schermaglie amorose che avvengono nella villa del Conte Asdrubale, restio a prender moglie, un po' per misoginia, un po' per paura di amare e subire una delusione.

### Atto I
Nella villa del Conte sono ospitati amici che commentano con la servitù vizi e virtù del conte; tra gli ospiti ci sono la marchesa Clarice, bella vedova invaghita del Conte, la baronessa Aspasia e Donna Fulvia, anch'esse invaghite del Conte e rivali di Clarice; tra gli uomini il poeta fallito Pacuvio, il giornalista scandalistico Macrobio e il cavalier Giocondo, invaghito segretamente di Clarice ma da lei respinto. Fulvia e la Baronessa fanno di tutto per far invaghire il conte, cercando di farlo ingelosire con Pacuvio e Macrobio, ma il conte è interessato a Clarice, che però non riesce a capire se i suoi sentimenti siano o no reali. Per capire chi gli è fedele, con la complicità del servo Fabrizio, finge di essere finito sul lastrico e chiede ai suoi amici aiuto nella miseria: Giocondo gli promette la casa, Clarice le sue ricchezze e la mano; gli altri, imbarazzati e disgustati dalla miseria, cercano scuse poco efficaci. Macrobio promette un articolo sul giornale che parli di Asdrubale, Pacuvio un sonetto in suo onore mentre Fulvia e Aspasia non si pronunciano nemmeno. Ma in quel momento Fabrizio arriva dicendo che grazie a un controvaglia il Conte è uscito dai debiti; immediati sono la gioia dei veri amici del conte e lo scorno della Baronessa e di Fulvia, che meditano vendetta.

### Atto II
Fulvia e la Baronessa cercano di convincere Pacuvio e Macrobio ad affrontare in duello Giocondo e il Conte stesso. Pacuvio, mentendo, dice di aver già affrontato Giocondo e di avergli concesso la salvezza; ora tocca a Macrobio affrontare il Conte. Durante un temporale Giocondo esprime la sua gelosia; sa che Clarice sarebbe più felice col Conte che con lui, ma vuole lo stesso esprimerle i suoi sentimenti. La Baronessa e Macrobio allora decidono di approfittarne per far vedere al Conte l'infedeltà di Clarice. Giocondo poi riesce a chiarirsi, chiedendogli come mai non si sposi, e il Conte si difende dicendo che non si sente ancora pronto; intanto si vendicano di Macrobio facendo scrivere sul suo giornale di essere il fior degli ignoranti tra i giornalisti.

Tocca a Clarice mettere alla prova il Conte; si traveste da soldato facendosi passare per il gemello Lucindo, che dice di essere venuto a portare via la sorella da lì, triste e infelice. Allora il Conte non resiste e chiede a Lucindo la mano della sorella. Stupore generale quando si scopre che il capitano non è altri che la stessa Clarice. Le due rivali accettano la sconfitta, pur venendo ripagate con l'amore corrisposto di Pacuvio e Macrobio. L'opera si conclude con il tripudio generale per le nozze tra Clarice e il Conte.

## Organico orchestrale
La partitura di Rossini prevede l'utilizzo di:
- 2 flauti (II. anche ottavino) , 2 oboi, 2 clarinetti, 2 fagotti
- 2 corni, 2 trombe, trombone
- timpani, grancassa, piatti
- archi

Per i recitativi secchi:
- pianoforte (violoncello e contrabbasso ad libitum)

## Struttura dell'opera
- Sinfonia

### Atto I
- 1 Introduzione - Non v'è del conte Asdrubale (Coro, Pacuvio, Aspasia, Fulvia, Fabrizio)
- 2 Duetto - Mille vati al suolo io stendo (Macrobio, Giocondo)
- 3 Scena e cavatina - Quel dirmi, oh dio! - Eco pietosa (Clarice)
- 4 Cavatina Se di certo non sapessi (Asdrubale)
- 5 Duetto - Conte mio, se l'eco avesse (Clarice, Asdrubale)
- 6 Aria - Ombretta sdegnosa (Pacuvio)
- 7 Quartetto Voi volete e non volete (Clarice, Asdrubale, Giocondo, Macrobio)
- 8 Aria Chi è colei che s'avvicina? (Macrobio)
- 9 Coro Il conte Asdrubale
- 10 Finale I Su queste piante incisi (Clarice, Giocondo, Macrobio, Aspasia, Fulvia, Pacuvio, Asdrubale, Fabrizio, Coro)

### Atto II
- 11 Introduzione Lo stranier con le pive nel sacco (Coro, Aspasia, Fulvia, Macrobio, Conte, Pacuvio, Giocondo)
- 12 Coro A caccia, mio signore! (Coro, Pacuvio) e Temporale
- 13 Scena e aria Oh come il fosco - Quell'alme pupille (Giocondo)
- 14 Quintetto Spera se vuoi, ma taci (Clarice, Giocondo, Aspasia, Macrobio, Asdrubale)
- 15 Aria Pubblico fu l'oltraggio (Fulvia)
- 16 Terzetto Prima fra voi coll'armi (Macrobio, Asdrubale, Giocondo)
- 17 Marcia, scena e aria Se l'Itale contrade (Clarice, Coro)
- 18 Aria Ah, se destarti in seno (Asdrubale)
- 19 Finale II Voi Clarice? (Asdrubale, Giocondo, Aspasia, Fulvia, Macrobio, Pacuvio, Fabrizio, Clarice, Coro)

## Autoimprestiti
Rossini riprese dall'Equivoco stravagante il Coro dei cacciatori (n. 12), il Quintetto del secondo atto (n. 14) e l'Aria di Clarice (n. 17). In questi casi però, diversamente da come avrebbe fatto in futuro, non ricorse all'aiuto di copisti, ma riscrisse le partiture, modificando più o meno profondamente l'orchestrazione, le cadenze conclusive e altri particolari.
Il Quartetto al centro del primo atto (n. 7), invece, è un complesso montaggio di una sezione nuova con altre tratte da lavori precedenti (La scala di seta e Ciro in Babilonia).
La Sinfonia fu scritta ex novo per quest'opera e, come spesso in Rossini, non ha legami tematici con il resto dell'opera. Per questo egli poté trasferirla di sana pianta per il Tancredi, a delizia delle orecchie veneziane che non conoscevano La pietra del paragone, così come parte del "Temporale" sarà trasferita ne Il barbiere di Siviglia.

## Brani celebri
- Mille vati al suolo io stendo duetto tra Macrobio e Giocondo
- Quel dirmi, oh Dio! arietta di Clarice
- Ombretta sdegnosa del Missipipì arietta di Pacuvio (Quest'arietta diventerà celebre dopo essere stata utilizzata da Antonio Fogazzaro in Piccolo mondo antico, in cui viene spesso cantata da zio Piero alla piccola Maria)
- Quell'alme pupille cavatina di Giocondo
- Se l'Itale contrade cavatina di Clarice

## Incisioni discografiche
| Anno | Cast (Asdrubale, Clarice, Giocondo, Macrobio, Pacuvio)                                           | Direttore            | Etichetta              |
| ---- | ------------------------------------------------------------------------------------------------ | -------------------- | ---------------------- |
| 1959 | Ivo Vinco, Fiorenza Cossotto, Alvinio Misciano, Renato Capecchi, Giulio Fioravanti               | Nino Sanzogno        | Golden Age of Opera    |
| 1971 | John Reardon, Beverly Wolff, José Carreras, Andrew Foldi, Justino Díaz                           | Newell Jenkins       | Vanguard               |
| 1993 | Pietro Spagnoli, Sara Mingardo, William Matteuzzi, José Fardilha, Marco Camastra                 | Bruno Aprea          | Bongiovanni            |
| 2001 | Raffaele Costantini, Agata Bieńkowska, Alessandro Codeluppi, Dariusz Machej, Gioacchino Zarrelli | Alessandro De Marchi | Naxos                  |
| 2002 | Marco Vinco, Carmen Oprisanu, Raúl Giménez, Pietro Spagnoli, Bruno de Simone                     | Carlo Rizzi          | Rossini Opera Festival |

## Registrazioni video
| Anno | Cast (Asdrubale, Clarice, Giocondo, Macrobio, Pacuvio)                             | Direttore              | Etichetta     |
| ---- | ---------------------------------------------------------------------------------- | ---------------------- | ------------- |
| 2007 | François Lis, Sonia Prina, José Manuel Zapata, Joan Martin-Royo, Christian Senn    | Jean-Cristophe Spinosi | Naive         |
|      | Marco Vinco, Marie-Ange Todorovitch, Raúl Giménez, Pietro Spagnoli, Paolo Bordogna | Alberto Zedda          | Naxos Records |